# مصطفى موسى
مصطفى موسى (من مواليد 2 فبراير 1962 في وهران - 3 أغسطس 2024م) هو ملاكم جزائري. هو صاحب أول ميدالية أولمبية في تاريخ الجزائر والتي هي الميدالية البرونزية التي فاز بها في الوزن المتوسط فئة (81-75 كلغ) في دورة الألعاب الأولمبية الصيفية 1984 في لوس أنجلوس.

## وفاتة
توفي مصطفى موسى يوم السبت 28 محرم 1446 هـ الموافق 3 أغسطس 2024م، عن عمر ناهز الثانية والستين بعد أسابيع من تعرضه لحادث سير بمدينة وهران غربي الجزائر.

## روابط خارجية
- مصطفى موسى على موقع بوكس ريك (الإنجليزية) (registration required)
- مصطفى موسى على موقع أوليمبيديا (الإنجليزية)